# دافي وليامز
دافي وليامز (بالإنجليزية: Davey Williams)‏ هو موسيقي أمريكي، ولد في 1952، وتوفي في 5 أبريل 2019.

## وصلات خارجية
- دافي وليامز على موقع ميوزك برينز (الإنجليزية)
- دافي وليامز على موقع أول ميوزيك (الإنجليزية)
- دافي وليامز على موقع ديسكوغز (الإنجليزية)